# Camporrobles
Camporrobles là một đô thị ở comarca Requena-Utiel cộng đồng Valencia, Tây Ban Nha. Đô thị này có diện tích 89,5 km², dân số thời điểm năm 2006 là 1407 người.